# Ceratopogon ferganicus
Ceratopogon ferganicus är en tvåvingeart som beskrevs av Remm 1974. Ceratopogon ferganicus ingår i släktet Ceratopogon och familjen svidknott. Inga underarter finns listade i Catalogue of Life.